# Voy donde estés
"Voy Donde Estés" es una canción interpretada por el grupo musical Venezuela-colombiano Panorama Express. La canción fue producida por los productores musicales Fernando López Rossi y Pablo Durand. La canción fue lanzada en 25 de abril de 2011 como el primer sencillo del primer disco de la banda titulado Directo A Shanghai. Una versión en Portugués de la canción también fue también grabada, esta se llamó "Vou Por Você". La canción es el primer trabajo de la banda, y combina un Pop rock con un estilo Punk pop y Rock punk.
El video musical de la canción, dirigido por Gerardo Marulanda y grabado en las calles de Bogotá, Colombia muestra a Reinaldo Zavarce triste por terminar con su novia y empieza a cantar la canción junto a la banda y después muestran un concierto. La banda interpretó la canción como invitados especial de Isa Forever Tour junto a María Gabriela de Faria.

## Historial y composición
“Quizás ella dijo cosas malas y él quedó sin palabras. Quizás no le demostraba lo que sentía y ahora, al perderla, se lanza a la reconquista y lucha por ella”, Reinaldo Zavarce
La canción fue producida por dos grandes productores musicales, Fernando López Rossi y Pablo Durand. Fue grabada en su totalidad en Buenos Aires, Argentina. Es el primer sencillo del álbum debut de la banda. La letra compone sobre el amor juvenil y sobre qué el irá donde esté su amor (ella).
La canción destaca por una trama repleta de jóvenes cuyo protagonista es un chico que fue abandonado por su chica.

## Recepción

### Recepción de la crítica
La canción y el videoclip ha sido reseñado favorablemente desde los críticos. El blog juvenil TV Chismes comentó acerca de la banda: "Comenzaron su gira de promoción por Brasil, y de muy buena fuente sabemos que ha sido todo un éxito" (...) "También realizaron un concierto donde les fue muy bien y recibieron todo el apoyo de los fans que han venido siguiendo los pasos de Reinaldo desde su participación en la serie Isa TKM" dando una reseña positiva acerca del videoclip y la banda. Pero, tiempo después, Zavarce hizo un comentario, que al parecer es la respuesta a las críticas negativas, que hasta ahora no se han visto: “Siempre hay críticas de todo tipo, las buenas son igual de bien recibidas que las malas porque siempre nos hacen aprender; es difícil gustarle a todo el mundo pero estamos haciendo un gran esfuerzo y un gran trabajo, así que no nos preocupamos mucho por las críticas ahora, sino en disfrutar lo que estamos haciendo y ponerle el corazón a cada canción y cada show”.
El videoclip hasta ahora ha tenido más de 25,000 visitas en Youtube, contando su versión en Portugués.

## Video musical
El video musical, dirigido por Gerardo Marulanda, fue grabado en las calles de Bogotá, Colombia y en una locación prestada. El video fue estrenado primeramente en Portugués como "Vou Por Você" en Nickelodeon Brasil y después en Español el 25 de abril de 2011 en los demás países hispanoaméricanos por Nickelodeon Latinoamérica. El videoclip es estelarizado por los miembros de la banda y muchos cameos; el video muestra a Zavarce peleando con su novia ficticia y queda triste y se va con su grupo y después empieza a cantar en las calles a la chica, luego se muestran a los chicos en un concierto 'privado' donde va la 'novia' de Zavarce y en el encuentro, ella se pone feliz por la canción que le dedica, "Voy Donde Estés".
El video fue estrenado en línea por el sitio web Youtube el 26 de abril de 2011 y hasta ahora cuenta con más de 25,000 visitas. Pero, pronto, Zavarce confirmó a través de Twitter que el video sería lanzado también en MTV Latinoamérica, MTV Brasil y otros canales musicales.

## Interpretaciones en vivo
Como parte de la gira Isa Forever, la banda interpretó "Vou Por Você" en Brasil, en São Paulo, Río de Janeiro y Belo Horizonte, como también en Estados Unidos en San Diego, California como invitados especiales. También la banda interpretó una versión acústica de "Vou Por Você" en una videoconferencia con sus 'seguidores' de la red social Twitter en vivo el 10 de abril de 2011.
Zavarce confirmó que en junio de 2011 seguirían con las presentaciones.